# Лептоспироза
Лептоспирозата (лат. Leptospiros), наричана още и заешка треска, е инфекциозна болест, от която боледуват най-често гризачите, а също и човека, множество бозайници, птици и влечуги. Причинителят на заболяването е спирохета от род Leptospira. Заболяването е описано за първи път от Адолф Вейл през 1886 г. като: „остра инфекциозна болест, при която се увеличава далакът, появява се жълтеница и се възпаляват бъбреците“. Причинителят на заболяването е изолиран за първи път през 1907 г.

## Лептоспироза при кучетата
Лептоспирозата е заразна болест по кучетата, която се характеризира с жълто оцветяване на видимите лигавици, язвен стоматит и водниста кървава диария. Болестта е известна още като щутгартска болест, инфекциозна жълтеница, болест на Вейл и др. Причините за заболяването са болестотворни микроорганизми, наречени лептоспори (L. icterohaemorrhagiae, L. colicola). Човекът е силно възприемчив към заболяването.
Естествен резервоар на възбудителя на лептоспирозата в природата са мишовидните гризачи, хищниците и преболедувалите кучета, които остават трайни заразоносители в продължение на 2 – 3 и повече години. Заразяването на кучето и човека става при директен контакт с болно животно, чрез храна, замърсена с лептоспори, при къпане в застояла блатна вода, замърсена с урина и ескременти на болни от лептоспироза водни плъхове.
Лептоспирозата има сезонен характер. Среща се най-често през горещите летни месеци. Лептоспирозата при кучетата протича в две форми: хеморагична, при която се наблюдава кървавоводниста диария и иктерична – с жълтеница.

## Признаци

### Хеморагична форма
От нея боледуват старите кучета. Тя продължава 3 – 10 дни. Болното куче е апатично, телесната температура е повишена до 40 °C, след което рязко спада и се държи в нормални граници. Апетитът е променлив, кучето има силна жажда и повръща поетата вода, движенията са сковани и трудни, урината придобива тъмночервено оцветяване, по лигавицата на устата се появяват кървави петна, които по-късно некротизират и се превръщат в кървави язви. Устата има неприятна миризма. Склерата на очите е оцветена в жълто – характерен симптом на жълтеницата.

### Иктерична форма (жълтеница)
Тя засяга подрастващите кучета до 2-годишна възраст. Болестта се явява внезапно, лигавицата на устата и очите са оцветени в жълто, апетитът е променлив, наблюдава се фебринална треска и кръвотечение от носа. Урината има тъмножълт цвят, движенията са сковани. При палпация на черния дроб се установява, че той е уголемен и болезнен. Развитието на болестта продължава от 7 до 10 дни.

## Лекуване
Добър лечебен ефект се получава с прилагането на хиперимунен серум срещу лептоспироза, антибиотици, болкоуспокояващи средства, витамини и др.

## Профилактика
Ежегодна ваксинация против лептоспироза. Избягване контакта с болни кучета и къпането в застояла блатна вода през горещите летни месеци, както и пиенето на застояла блатно-мочурлива вода.

## Лептоспироза при човека
Заразяването става при контакт с болно куче или при къпане и газене в застояла блатна вода, замърсена с урината на болни животни. Човекът боледува от двете форми на лептоспирозата: едната протича тежко с жълтеница, наричана болестта на Вейл, а другата без жълтеница и е известна като водна треска.
Болестта на Вейл се причинява от L. icterohaemorrhagiae. Болестта започва с висока температура, тръпки, болки в мускулатурата и главата, появява се жълтеница, черният дроб е уголемен и болезнен, явяват се кръвоизливи по кожата и сърбеж. При изследване на кръвта се установява силна анемия, а в урината се съдържат жлъчни пигменти.
Водната треска, или така наречената доброкачествена лептоспироза, се причинява от L. pomona. Има същите признаци както болестта на Вейл, но са слабо изразени (липсва жълтеницата) и оздравяването настъпва бързо, без да има последствие за организма.